# Эволюция человека (книга)
«Эволюция человека» — двухтомная научно-популярная книга биолога и популяризатора науки Александра Маркова. Она написана при участии биолога Елены Наймарк. Тома имеют подзаголовки «Книга 1. Обезьяны, кости и гены» и «Книга 2. Обезьяны, нейроны и душа». Первое издание вышло в 2011 году, после чего книга неоднократно переиздавалась. «Эволюция человека» получила преимущественно положительные отзывы от журналистов и учёных, вошла в многочисленные списки рекомендуемой научно-популярной литературы и стала лауреатом премии «Просветитель» в год выхода.

## Содержание
Первый том книги посвящён собственно эволюции человека — антропогенезу, а второй — биологии поведения. Многие обозреватели посчитали, что главная идея «Эволюции человека» заключается в том, что все особенности поведения и культуры человека, в том числе те, которые принято считать необусловленными биологией, являются результатом эволюции. Через него Марков подводит читателя к невозможности божественного вмешательства и существования души в религиозном смысле. Также одной из ключевых идей книги обозреватели назвали мысль о том, что нельзя провести чёткую границу в процессе эволюции между человеком и его предками-гоминидами. Журналист Юрий Угольников посчитал, что в книге выражается приверженность Маркова теории палеоантрополога Оуэна Лавджоя о значимости стратегии «секс в обмен на еду» в эволюционном развитии приматов. Много внимания уделено поведению и физиологии человека, его «месту» среди других животных, в том числе отличиям человека от других приматов. В конце издания есть словарик с научными терминами.
В 2021 году стало известно, что готовится к выпуску третий том книги.

## Реакция
Журналисты похвалили книгу за понятное изложение принципов эволюционной биологии, отметив при этом наукообразность текста. Научная журналистка Ася Казанцева посчитала, что «Эволюция человека» написана более доступно, чем предыдущая научно-популярная книга Маркова, «Рождение сложности», и хорошо объясняет популярные спорные вопросы, например, тему «митохондриальной Евы». Писательница Майя Кучерская заметила, что в тексте много шуток. Сам Марков назвал книги сложными, но достаточно понятными для интересующихся эволюционной биологией школьников или студентов. Палеонтолог Кирилл Еськов в своей рецензии посчитал, что «Эволюция человека» стала «культурным событием» и похвалил её за раскрытие в популярном формате достижений современной науки. Биолог Александр Балакирев, приглашённый эксперт «Всенауки», назвал её «золотым стандартом» научно-популярной литературы.
Некоторые журналисты и учёные подвергли книгу критике. Зоолог Евгений Панов посчитал, что Марков, являясь специалистом по палеонтологии, подробно и полно пишет об антропогенезе, но его интерпретация палеонтологических фактов вызывает сомнения. По его мнению, Марков распространяет устоявшиеся в научной литературе стереотипы об эволюции поведения человека. Юрий Угольников в статье 2021 года написал, что Марков объективно излагает научные факты, но при этом идеи, выраженные в книге, «нуждаются во множестве уточнений». Кроме того, по его мнению, благодаря последним исследованиям в области антропологии книга «основательно устарела», и это обстоятельство является её единственным недостатком.
Мария Елиферова в тексте для издания «Горький» положительно отозвалась о первой части книги, включив её в список пяти рекомендуемых книг об эволюции, но посчитала, что вторая книга, «Обезьяны, нейроны и душа», вышла менее удачной. Книга также вошла в список двенадцати лучших научно-популярных книг для  школьников от портала «ПостНаука», опубликованный в 2017 году, и в список пяти лучших русскоязычных книг об эволюции человека, собранный в 2020 году порталом «Всенаука». В рамках просветительского проекта «Дигитека» от «Всенауки» второй том «Эволюции человека» был опубликован в свободном доступе на сайте проекта.

### Награды
Книга стала лауреатом премии «Просветитель» в 2011 году. В 2015 году за эту и другие научно-популярные работы Александров Марков получил премию «За верность науке» в номинации «Популяризатор науки».